# Grumolo delle Abbadesse
Grumolo delle Abbadesse ist eine nordostitalienische Gemeinde (comune) mit 3878 Einwohnern (Stand 31. Dezember 2023) in der Provinz Vicenza in Venetien. Die Gemeinde liegt etwa 9 Kilometer ostsüdöstlich von Vicenza und grenzt unmittelbar an die Provinz Padua.

## Sehenswürdigkeiten
Die Villa Chiericati ist von Andrea Palladio errichtet worden (1554).